# Celianella
Celianella, monotipski biljni rod iz porodice filantusovki (Phyllanthaceae) čiji jedini predstavnik C. montana, dvodomno drvo ili grm u Venezueli., u vlažnim tropskim šumama venezuelanskih država Amazonas i Bolívar.